# Grid Legends
Grid Legends (stylisé GRID Legends) est un jeu vidéo de course développé par Codemasters et édité par Electronic Arts. Il s'agit du cinquième titre de la franchise Grid. 
Le jeu est sorti sur Microsoft Windows, PlayStation 4, PlayStation 5, Xbox One et Xbox Series X/S en février 2022. Le jeu était offert pour les abonnés du PlayStation Plus du mois de mai 2023.

## Système de jeu
Grid Legends propose plus de 130 pistes de course, allant de circuits réels comme Brands Hatch et Indianapolis Motor Speedway à des circuits urbains dans diverses villes telles que San Francisco, Paris, Londres et Moscou. En comptant ceux des contenus additionnels, plus d'une centaine de véhicules sont présents dans le jeu, répartis en différentes catégories comme des voitures de tourisme, des prototypes d'endurance, des monoplaces, des camions, des voitures de drift, etc. Compléter le mode Carrière et Histoire nécessite de passer d'une catégorie à une autre et oblige le joueur à adapter son style de pilotage à la discipline.   
Chaque course comporte un objectif principal à atteindre pour continuer sa progression : cela peut être simplement de gagner la course, de ne pas terminer en deçà d'une certaine position, de terminer devant un pilote précis, etc. Les performances en course débloquent des crédits qui peuvent ensuite être utilisés pour acheter de nouveaux véhicules, les améliorer ou faire progresser son équipe ou améliorer les capacités de son équipier.  
Grid Legends introduit la notion d'Ennemi juré en course : si le joueur percute un adversaire, celui-ci peut devenir un Ennemi juré et se montrera plus agressif dans ses attaques ou ses manœuvres défensives. Le joueur peut également être sanctionné s'il sort des limites de la piste ou percute trop agressivement un concurrent. 
L'un des grands changements dans ce nouveau Grid est son mode scénarisé appelé Drive to Glory.Directement inspiré de la série documentaire Formula 1 : Pilotes de leur destin de Netflix, il narre l'histoire sous forme d'interviews des protagonistes. Codemasters avait précédemment choisi de le faire dans F1 2021, nommé Braking Point. Dans Grid Legends, le mode est confirmé comme étant beaucoup plus axé sur la narration. Un certain nombre d'acteurs professionnels, dont Ncuti Gatwa, connu pour la série télévisée Sex Education, doublent différents personnages du jeu. 
Sur le plan visuel, le développeur Becky Crossdale a déclaré que la technologie de réalité étendue utilisée est la même que celle dans la série dérivée de Star Wars The Mandalorian. 

## Contenu de jeu

### Voitures
Le jeu de base compte 71 voitures, et plus de 120 avec celles comprises dans les contenus téléchargeables et les mises à jour. 
Elles sont réparties en neuf catégories, elles-mêmes divisées en sous-catégories. La catégorie comprend le "style" des voitures (Touring, Prototype, Monoplace, GT, Electric...), la sous-catégorie étant déterminée par la performance des véhicules. 
Une partie des voitures peuvent être achetées avec les crédits qui sont gagnés après les courses, tandis que certaines ne sont débloquées qu'après avoir rempli un objectif précis ou remporté un championnat.

## Contenu scénarisé

### En route pour la gloire
Le mode Histoire de base du jeu est centré sur la vie de l'écurie Seneca Racing et sa lutte contre Ravenwest Motorsport qui domine la compétition depuis plusieurs saisons.   
Le Pilote 22 est embauché pour prêter main-forte à la star de l'équipe, Yume Tanaka, dans sa bataille pour ravir le titre à Nathan McKane.   
Mais Yume Tanaka est grièvement blessée à la suite d'un accident en course, et tous les espoirs de titre reposent désormais sur le nouveau pilote.  

### Valentin's Classic Car-Nage
Ce mode de jeu s'inspire de Destruction Derby sorti à l'époque sur PlayStation. Le joueur y incarne le personnage de Valentin Manzi dans une série de courses urbaines où le but sera de détruire les voitures de ses adversaires. 
Cinq nouveaux véhicules ont été ajoutés ainsi que quatre nouveaux tracés à retrouver dans la zone portuaire de Yokahama et la ville de La Havane.

### Esprit d'endurance
Ce nouveau contenu est centré sur les personnages de Yume Tanaka et Lara Carvalho et leur rivalité qui est développée à travers huit nouvelles courses. 
Esprit d'endurance introduit les épreuves Multi-Class Endurance où des voitures de catégories différentes se retrouvent sur un même circuit, trois nouvelles courses dans le mode Carrière, des itinéraires inédits sur les circuits existants, le circuit du Fuji International Speedway. 
Le nouveau contenu inclut également quatre nouvelles voitures : la Mazda Autozam AZ-1 Mazdaspeed, la Bentley Continental GT3, la Bentley Speed 8 et la BMW V12 LMR. Du contenu cosmétique supplémentaire est également ajouté.

### L'élévation de Ravenwest
Troisième contenu supplémentaire, L'élévation de Ravenwest (Rise of Ravenwest) s'intéresse à l'histoire de l'écurie rivale de Seneca ainsi qu'à ses personnages-clés, à savoir Donnie et Nathan McKane. 
La naissance et la montée en puissance de l'équipe est narrée à travers 11 nouvelles courses et des interviews des protagonistes. L'élevation de Ravenwest voit le retour du circuit de Miami (présent dans les deux premiers Grid) redessiné, l'apparition de nouvelles voitures dont les muscle cars comme les Ford Mustang 1967 Fastback, Chevrolet 1967 Corvette C2, Chrysler 1971 Plymouth GTX et la voiture de rallye BMW 320 Turbo Group 5. Dix nouveaux succès sont également à débloquer, ainsi que de nouveaux contenus cosmétiques.

### Winter Bash
Ce mode de jeu est centré sur le personnage de Ajeet Singh, mécanicien en chef de l'équipe Seneca, et met l'accent sur les courses en environnement enneigés et sur des pistes verglacées. 
Winter Bash comporte huit nouvelles courses, des épreuves de drift, des modifications des circuits existants et trois nouvelles voitures : la SRT Viper GTS-R Drift Tuned, la BMW 2002 TII Race Car et la Bugatti Bolide. Le nouveau contenu comprend également des évènements de carrière sponsorisés inédits, des icônes, des livrées ou encore des bannières personnalisables.

## Développement
Grid Legends a été annoncé lors de l'EA Play Live 2021. Il s'agit du cinquième jeu vidéo de la série Grid développé par Codemasters et du premier opus édité par Electronic Arts. 
En plus de sortir sur les plateformes Microsoft Windows, PlayStation 4 et Xbox One, le jeu devrait également arriver sur la neuvième génération de consoles de jeux vidéo PlayStation 5 et Xbox Series X/S pour la première fois de la franchise. 
Le jeu est sorti le 25 février 2022.

## Accueil
Grid Legends reçoit globalement des critiques positives.  
Le site Jeuxvideo.com lui attribue la note de 15/20 et souligne la grande quantité et variété de courses, de tracés et de voitures proposés. En revanche, le testeur pointe le manque de profondeur du mode Histoire même si son concept est apprécié. 
Gamekult est plus mitigé avec la note de 6/10. 
Gameblog lui attribue la même note, soulignant le contenu très conséquent (circuits, voitures, etc) et une prise en main facile et instinctive. En revanche le scénario du mode Histoire est jugé décevant avec des personnages très clichés et le manque d'impact des événements en course sur la narration.  